# Invertigo (achtbaanmodel)
De Invertigo is een stalen omgekeerde shuttle-achtbaanmodel ontwikkeld door de Nederlandse achtbaanbouwer Vekoma. De Invertigo is een variant op de Boomerang. 
Er zijn in totaal reeds 4 banen van dit type gebouwd, waarvan er anno 2018 nog drie in werking zijn. Omdat drie exemplaren al meerdere keren verplaatst geweest zijn, hebben in de loop van de tijd ondertussen wel al 9 parken een Invertigo gehad.

## Werking
De werking is dezelfde als deze van een Boomerang. Vanuit het station wordt de achtbaan met een staalkabel achterwaarts op een helling getrokken. Wanneer hij wordt losgelaten, raast hij eerst door het station, vervolgens door een cobra roll, daarna door een looping, om dan opnieuw een helling op te rijden. Een ketting tilt de achtbaan iets hoger op de helling dan hij komt door zijn snelheid. Daarna wordt hij losgelaten om terug door de looping en de cobra roll te rijden en in het station tot stilstand te komen.
Oorspronkelijk was de bedoeling om van de Invertigo een LSM- of LIM-lanceerachtbaan te maken. Omdat dit in de jaren 90 nog vrij moeilijk was, werd het ontwerp van de eerste Invertigo uiteindelijk aangepast om toch een traditionele lift te gebruiken. Dit eerste exemplaar was HangOver in het Zweedse Liseberg.

## Verschil met Boomerang

### Ontwerp
De baan is bijna volledig hetzelfde als de Boomerang, maar de trein rijdt onder het spoor, terwijl de trein bij een Boomerang óp het spoor rijdt. Ook is de looping verschillend: bij de Boomerang komt de baan na de looping links van het spoor terecht, bij de Invertigo is dat aan de rechterkant. Hij is ook iets hoger, omdat er plaats moet zijn tussen de track en de grond voor de trein. De baan is ook ongeveer 25 meter langer en de ondersteuningspalen van de optakeling staan verticaal, terwijl bij deze bij de Boomerang schuin op de grond staan.

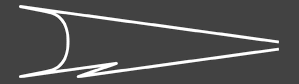
Spoor van een Invertigo
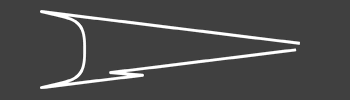
Spoor van een Boomerang

### Statistieken en veiligheidseisen
Naast deze verschillen in lay-out, gaat de Invertigo zo'n 5 km/u sneller en wordt de trein bovenaan ongeveer 5 meter hoger getild. Deze optakeling gebeurt bij een Invertigo bovendien ook sneller. Dat alles zorgt ervoor dat de rit bijna 20 seconden korter is dan bij de Boomerang. Dat zorgt ervoor dat de capaciteit van een Invertigo 10% hoger ligt dan deze van een Boomerang.
Echter moet je voor een Invertigo minstens 135 cm zijn, gezien het een hangende achtbaan is. Dat is 15 cm meer dan bij de Boomerang. Dit is een mogelijke verklaring voor het feit dat attractieparken over het algemeen nog steeds voor de klassieke Boomerang blijven gaan.

### Stoelen
Ook bijzonder aan een Invertigo is dat de helft van de zetels voorwaarts en de andere helft achterwaarts gericht zijn. Passagiers zitten dus, met uitzondering van de eerste en laatste rij, met hun gezicht richting iemand anders.

## Gebouwde exemplaren
De 3 bestaande Invertigo's staan in volgende parken:
- Triops in  Parc Bagatelle, Noord-Frankrijk

Stond eerst in het Zweedse attractiepark Liseberg als HangOver. In 2002 sloot de achtbaan om daarna in Griekenland (Allou Fun Park), vervolgens in Denemarken (Sommerland Syd, Tornado) en uiteindelijk in 2012 in Frankrijk opgebouwd te worden.
- Diabolik in Movieland Park, Italië.

Stond eerder in Six Flags America onder de naam Two-Face: The Flip Side
- Invertigo (eerder Face/Off) in Kings Island, Ohio, Verenigde Staten

Het gesloten exemplaar:
- Stinger in Dorney Park & Wildwater Kingdom, Pennsylvania, Verenigde Staten

Stond eerder ook in California's Great America onder de naam Invertigo